# Jan Saenredam
Jan Saenredam (* 1565 in Zaandam; † 1607 in Assendelft) war ein niederländischer Kupferstecher und Kartenzeichner.

## Werdegang
Saenredam wuchs als Waise bei seinem Onkel Pieter de Jongh auf. Obwohl er dazu erzogen wurde, einen handwerklichen oder bäuerlichen Beruf zu ergreifen, entschied er sich für das Zeichnen und hatte Erfolg als Kartenzeichner. Mithilfe eines Juristen kam er 1589 relativ spät in den Kreis um Hendrick Goltzius, zu dessen wichtigsten Schülern er zählte. Saenredam arbeitete dann für kurze Zeit eng mit Goltzius sowie Jacques de Gheyn II., kehrte jedoch um 1595 nach Assendelft zurück, wo er heiratete. Sein aus dieser Ehe hervorgegangener Sohn Pieter Jansz Saenredam (1597–1665) wurde später ein bekannter Maler.

## Werke

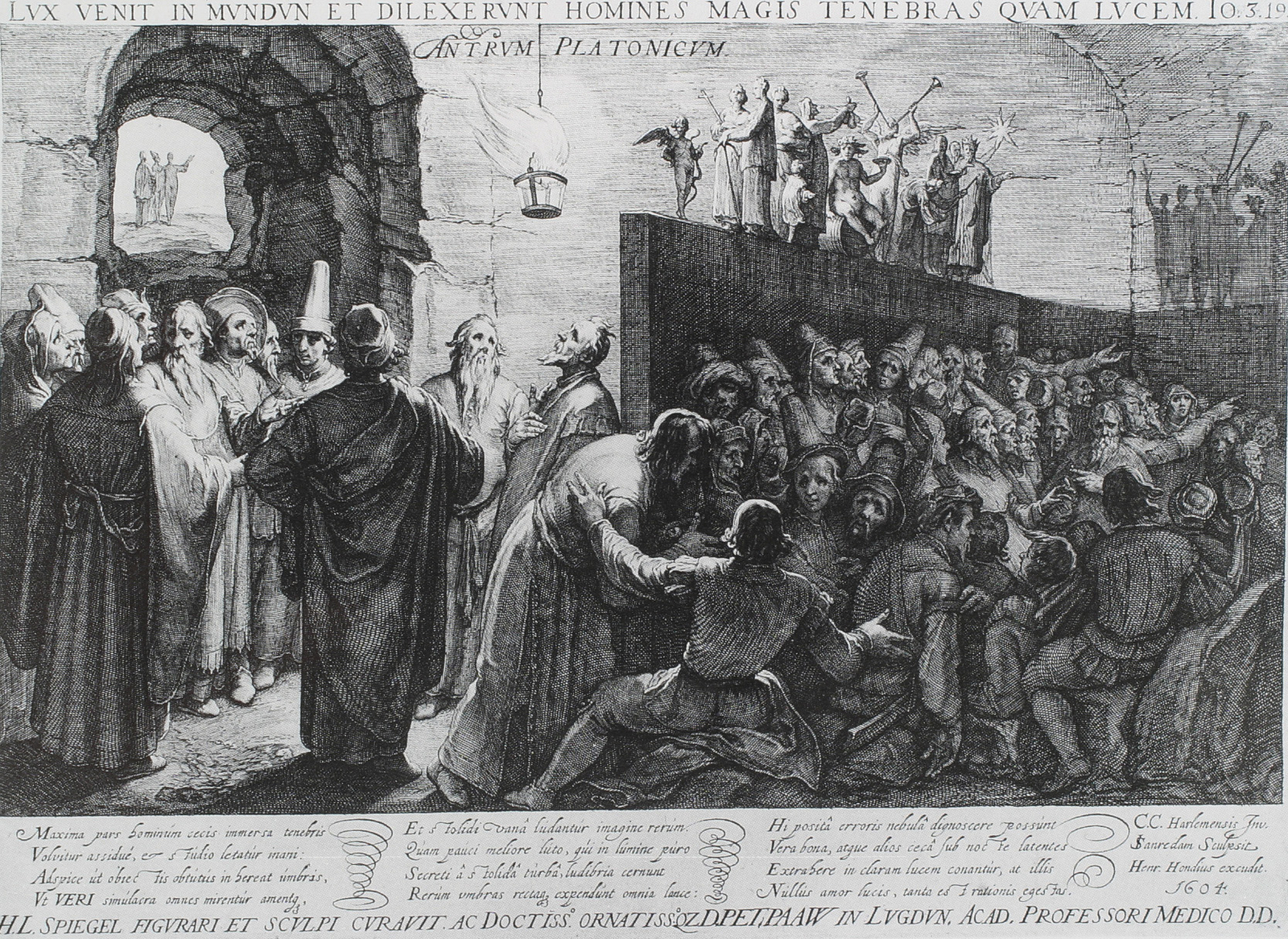
Das Höhlengleichnis (Kupferstich)

Er hat viele Stiche zum Alten und Neuen Testament und zur klassischen Mythologie sowie verschiedene allegorische Darstellungen geschaffen, wie z. B. 1604 einen Kupferstich, der das Höhlengleichnis von Platon darstellt und nach einem heute verlorenen Ölgemälde von Cornelis Corneliszoon van Haarlem (1562–1638) angefertigt wurde. Es ist eine der sehr wenigen Darstellungen dieses Sujets in der bildenden Kunst.

## Auktionen
- 1825 in Nürnberg: Adam im Paradies bennenet die Thiere der Schöpfung. Kupferstich nach Abrh. Bloemart v. I. Saenredam gestochen und von einem niederländischen Künstler ausgemalt.
  - Adam und Eva sind nach dem Sündenfall den Mühen des Erdennlebens unterworfen. Von den nämlichen Künstlern und in gleicher Größe.[1]

## Ausstellungen
Vom 3. Juni bis zum 17. August 2003 fand in den Kunstsammlungen der Veste Coburg die Studioausstellung „Die Kolorierung von Druckgraphiken im 16. und 17. Jahrhundert am Beispiel Nicolaes Bruyn und Jan Saenredam“ statt.